# Lissodendoryx areolata
Lissodendoryx areolata är en svampdjursart som beskrevs av Claude Lévi 1963. Lissodendoryx areolata ingår i släktet Lissodendoryx och familjen Coelosphaeridae. Inga underarter finns listade i Catalogue of Life.